# Buss

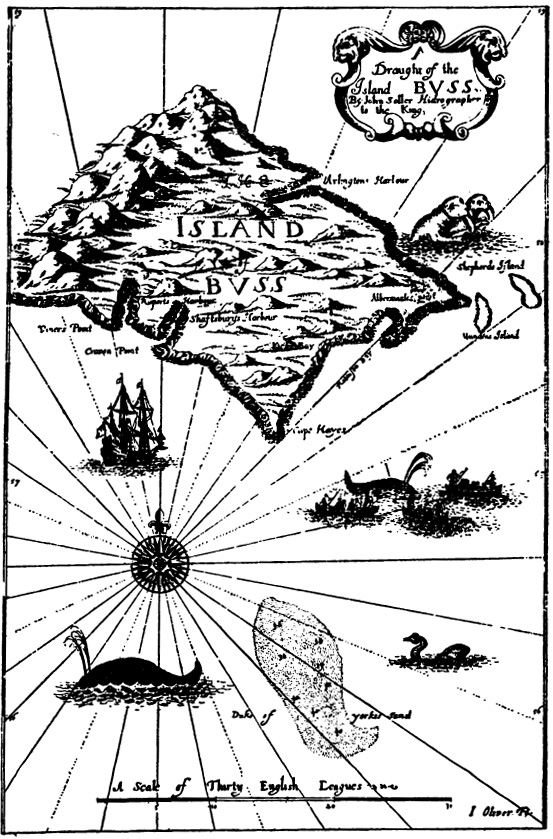
kaart van Buss door John Seller (1673)

't versonken Land van Bus, midden op een kaart uit 1786

Buss Island is een spookeiland. Het stond van de 16e tot de 19e eeuw op diverse kaarten aangegeven als een eiland in de noordelijke Atlantische Oceaan.
Buss werd 'ontdekt' in 1578 tijdens de derde reis van Martin Frobisher. Een van de schepen, de Emmanuel, vanwege zijn scheepstype ook wel Busse genoemd, met kapitein Richard Newton, zag op 12 september land. Nog datzelfde jaar werd de 'ontdekking' beschreven in een beschrijving van Frobishers reizen door George Best:

The Busse, of Bridgewater, as she came homeward, to the South Eastwarde of Freseland, discovered a great Ilande in the latitude of __ Degree, which was never yet founde before, and sayled three dayes alongst the coast, the land seeming to be fruiteful, full of woods, and a champion countrie.

Een uitgebreidere beschrijving van het land werd gegeven door Thomas Wiars in de Principall Navigations van Richard Hakluyt (1598).
Het eiland werd gezien door James Hall in 1606 en door Zachariah Gillam in 1668, en uitgebreider beschreven door Thomas Shepherd na een bezoek in 1671. In 1675 verkreeg de Hudson's Bay Company van koning Karel II het eiland in eigendom. Nadat een expeditie in 1676 er niet in slaagde om het eiland te vinden, verloor de compagnie echter haar belangstelling.
De eerste keer dat het eiland op een kaart of vergelijkbaar verscheen was een globe van Emery Molyneux uit 1592, en het kreeg zijn definitieve vorm in een kaart van Hessel Gerritsz uit 1612: Een zuidkust, aflopend van noordwest naar zuidoost, met twee inhammen of baaien, zonder bijbehorende noordkust, die immers niet was ontdekt. Het eiland, op 58°N en tussen 27° en 31°W, had op de kaarten een uitgestrektheid van circa 60 km in zowel de noordzuid als de oostwestrichting, en een of twee kleine eilandjes werden getoond bij het oostelijke uiteinde.
In 1745 begon Buss van de kaarten te verdwijnen. Men vermoedde dat het eiland was verdwenen, en geruime tijd bleef het als het 'Verzonken Land van Buss' bekendstaan. Er werd ook wel gesteld dat Buss zelf het al half verzonken Frisland was. De laatste kaart die het als een echt eiland toonde is echter nog een stuk recenter: Keith Johnstons Physical Atlas uit 1856.
Wat hadden de zeevaarders die meenden Buss te ontdekken werkelijk gezien? Johnson (1994) stelt dat de Emmanuel de kust van Groenland had gevolgd. Hall en Gillam, die het land slechts van afstand zagen, hadden waarschijnlijk een mistbank verkeerd geïnterpreteerd. Shepherd ten slotte heeft het hele verhaal waarschijnlijk zelf bedacht, op basis van de beschrijving van Wiars.